# Фінал кубка СРСР з футболу 1965
24-й фінал кубка СРСР з футболу відбувся на Центральному стадіоні в Москві. У поєдинку 14 серпня була зафіксована нічия. За тогочасним регламентом був призначений додатковий матч. Наступного дня перемогу, з мінімальною перевагою, здобули московські «спартаківці».

## Претенденти
«Спартак» (Москва)
- Чемпіон СРСР (8): 1936 (o), 1938, 1939, 1952, 1953, 1956, 1958, 1962.
- Володар кубка СРСР (6): 1938, 1939, 1946, 1947, 1950, 1958.

«Динамо» (Мінськ)
- Бронзовий призер (2): 1954, 1963.

## Деталі
| 14 серпня 1965 |

| «Спартак» М | 0 – 0 | «Динамо» Мн |
| ----------- | ----- | ----------- |
|             | Звіт  |             |

| Центральний стадіон (Москва) Глядачів: 100 000 Арбітр: Кестутіс Андзюліс (Каунас) |

| СПАРТАК        |                       |     |
|                |                       |     |
| ВР             | Володимир Маслаченко  |     |
| ЗХ             | Валерій Дикарьов      |     |
| ЗХ             | Іван Варламов         |     |
| ЗХ             | Анатолій Крутиков     | 54' |
| ЗХ             | Олексій Корнєєв       |     |
| ПЗ             | Геннадій Логофет      |     |
| НП             | Володимир Янишевський |     |
| ПЗ             | Юрій Фалін            |     |
| НП             | Валерій Рейнгольд     |     |
| ПЗ             | Юрій Севідов          |     |
| НП             | Галімзян Хусаїнов     |     |
| Заміна:        |                       |     |
| ЗХ             | Сергій Рожков         | 54' |
| Тренер:        |                       |     |
| Микита Симонян |                       |     |

| ДИНАМО            |                     |      |
|                   |                     |      |
| ВР                | Альберт Денисенко   |      |
| ЗХ                | Ігор Рьомін         |      |
| ЗХ                | Едуард Зарембо      |      |
| ЗХ                | Хуан Усаторре       |      |
| ЗХ                | Іван Савостиков     |      |
| ПЗ                | Веніамін Арзамасцев |      |
| ПЗ                | Іван Мозер          |      |
| НП                | Леонард Адамов      |      |
| НП                | Михайло Мустигін    |      |
| НП                | Едуард Малофєєв     |      |
| НП                | Юрій Погальников    | 118' |
| Заміна:           |                     |      |
| НП                | Валерій Яромко      | 118' |
| Тренер:           |                     |      |
| Олександр Севідов |                     |      |

Додатковий матч
| 15 серпня 1965 |

| «Спартак» М        | 2 – 1 | «Динамо» Мн   |
| ------------------ | ----- | ------------- |
| Хусаїнов 68', 100' | Звіт  | Арзамасцев 3' |

| Центральний стадіон (Москва) Глядачів: 60 000 Арбітр: Кестутіс Андзюліс (Каунас) |

| СПАРТАК        |                       |     |
|                |                       |     |
| ВР             | Володимир Маслаченко  |     |
| ЗХ             | Володимир Петров      |     |
| ЗХ             | Валерій Дикарьов      |     |
| ЗХ             | Сергій Рожков         |     |
| ЗХ             | Олексій Корнєєв       | 35' |
| ПЗ             | Геннадій Логофет      |     |
| НП             | Володимир Янишевський |     |
| ПЗ             | Юрій Фалін            |     |
| НП             | Валерій Рейнгольд     | ЖК  |
| ПЗ             | Юрій Севідов          |     |
| НП             | Галімзян Хусаїнов     |     |
| Заміна:        |                       |     |
| ЗХ             | Вайдотас Житкус       | 35' |
| Тренер:        |                       |     |
| Микита Симонян |                       |     |

| ДИНАМО            |                     |     |
|                   |                     |     |
| ВР                | Альберт Денисенко   |     |
| ЗХ                | Ігор Рьомін         | ЖК  |
| ЗХ                | Едуард Зарембо      |     |
| ЗХ                | Хуан Усаторре       |     |
| ЗХ                | Іван Савостиков     |     |
| ПЗ                | Веніамін Арзамасцев |     |
| ПЗ                | Євген Толейко       |     |
| НП                | Леонард Адамов      | 46' |
| НП                | Михайло Мустигін    |     |
| НП                | Едуард Малофєєв     |     |
| НП                | Юрій Погальников    |     |
| Заміна:           |                     |     |
| НП                | Валерій Яромко      | 46' |
| Тренер:           |                     |     |
| Олександр Севідов |                     |     |